# Hendrik Constantijn Cras

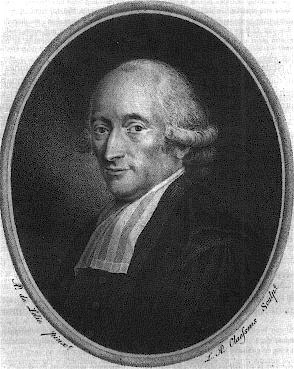
Hendrik Constantijn Cras

Hendrik Constantijn Cras (* 4. Januar 1739 in Leiden; † 5. April 1820 in Amsterdam) war ein holländischer Jurist und Bibliothekar in Amsterdam. 
Er studierte Recht in Leiden und lehrte ab 1771 als professeur de droit am Athenaeum Illustre Amsterdam (1877 umbenannt in Universität von Amsterdam). 1784 wurde er auch Bibliothekar des Amsterdamer Bibliothek. 1785 heiratete er Johanna Maria Verhamme († 1806).
Seit 1808 war er Mitglied der Königlich Niederländischen Akademie der Wissenschaften (Koninklijk Instituut, derde klasse).